# Altafulla
Altafulla es un municipio español y localidad de la provincia de Tarragona, en Cataluña.

## Geografía
Integrado en la comarca del Tarragonés, se sitúa a 12 kilómetros de la capital provincial. El término municipal está atravesado por la autopista del Mediterráneo (AP-7) y por la carretera nacional N-340, que se desdobla para no cruzar por el centro de la localidad, además de por la carretera local T-214 que conecta con La Riera. El relieve del municipio está definido por el litoral mediterráneo entre Torredembarra y Tarragona y por la llanura prelitoral que cuenta con algunas elevaciones aisladas, como el cerro de San Antonio (92 metros). El pueblo se alza en una de estas elevaciones, a 52 metros sobre el nivel del mar. La altitud oscila entre los 118 metros al norte y el nivel del mar en la playa del municipio. 
| Noroeste: La Riera  | Norte: La Nou de Gaya | Noreste: Puebla de Montornés |
| Oeste: Tarragona    |                       | Este: Torredembarra          |
| Suroeste: Tarragona | Sur: Mar Mediterráneo | Sureste: Torredembarra       |

Su término municipal limita al norte con La Nou de Gaya, al este con Torredembarra y Puebla de Montornés, al oeste con La Riera y Tarragona. Al sur tiene una playa que se extiende desde el Cap Gros hasta el club marítimo, y sigue en término municipal de Tarragona, donde encontramos la Roca del Gaià, hasta el promontorio del castillo de Tamarit.

## Historia
Su origen es medieval y se fundó como consecuencia de las campañas llevadas a cabo por Ramón Berenguer I en la Cataluña Nueva. Se desconoce la fecha exacta de la fundación, aunque en 1059 el castillo de Altafulla aparece ya mencionado en documentos.

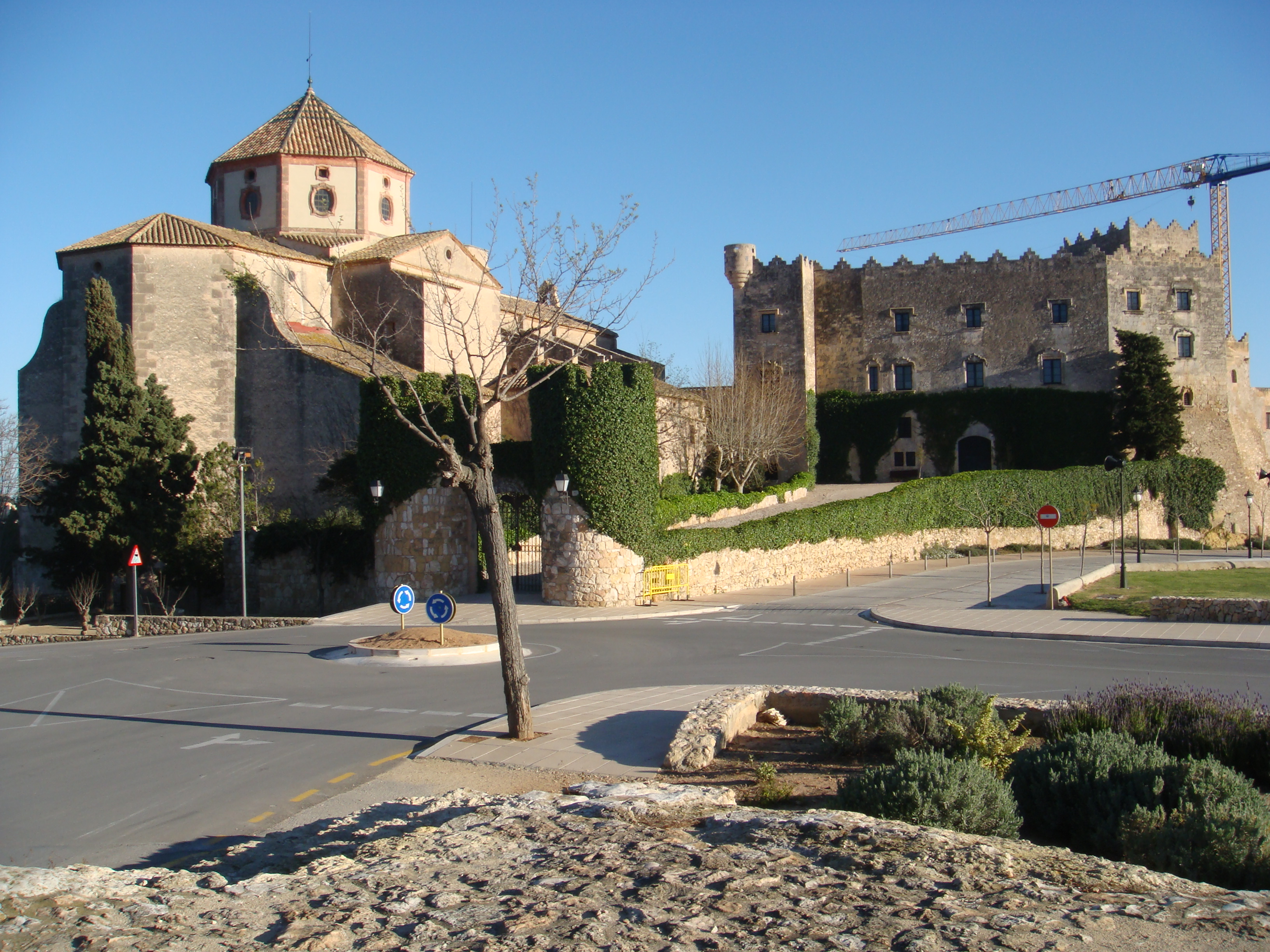
Iglesia y castillo de Altafulla.

Fue feudo de condes hasta el siglo XIV, cuando pasó a manos de la familia Requesens. Estuvo en posesión de esta familia hasta 1472, cuando fue vendida a Pere de Castellet. Entre 1669 y 1673 Francesc de Montserrat i Vives, primer marqués de Tamarit, adquirió los derechos de la población. La familia Montserrat y sus herederos, los Suelves, tuvieron la jurisdicción del municipio hasta el fin de las señorías.
Vivió un periodo de esplendor económico durante el siglo XVIII gracias a la comercialización de los productos agrícolas mediante el transporte marítimo. Los conflictos entre España y Gran Bretaña supusieron un problema para su economía, ya que comportaban un bloqueo de las rutas comerciales.
Durante la guerra de Independencia la ciudad fue saqueada en diversas ocasiones. En las afueras de la villa se libró la batalla de Altafulla en la que se enfrentaron las tropas del general Maurice Mathieu con las del barón de Eroles. Durante la primera guerra carlista la población se declaró contraria a las ideas del carlismo. Su economía se vio afectada por el conflicto y no consiguió recuperarse hasta que a mediados del siglo XIX la plaga de filoxera, que afectó a los viñedos franceses, provocó un aumento de precio en los productos vinícolas.

## Geografía

### Núcleos de población

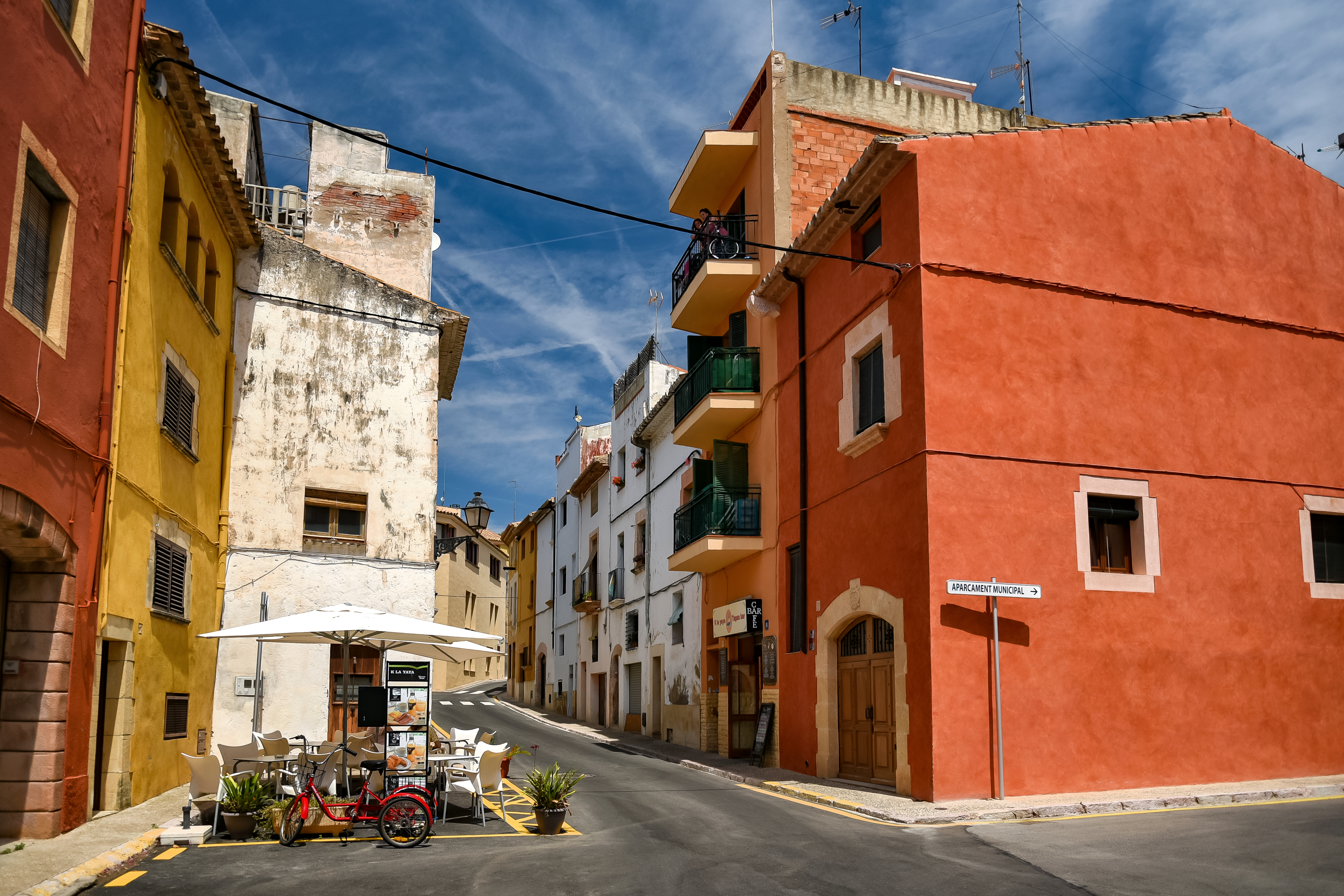
Calle Barceloneta

Altafulla tiene tres núcleos de población: Altafulla Centro (donde residen la mayoría de habitantes), Altafulla Playa o "baixamar" como se dice en el pueblo (donde predomina el uso más estacional) y Brisas del Mar, núcleo que se halla al norte de la población, en la carretera de Torredembarra a La Riera. La antigua carretera N-340 es hoy una calle plenamente urbana (Marqués de Tamarit), y todo el tránsito de la 340 transcurre por la variante A-7, situada al norte del casco urbano.

## Geografía humana

### Demografía
Cuenta con una población de 5838 habitantes (INE 2024).
| Gráfica de evolución demográfica de Altafulla entre 1842 y 2021                                                       |
| |
| Población de derecho según los censos de población del INE. Población de hecho según los censos de población del INE. |

### Economía

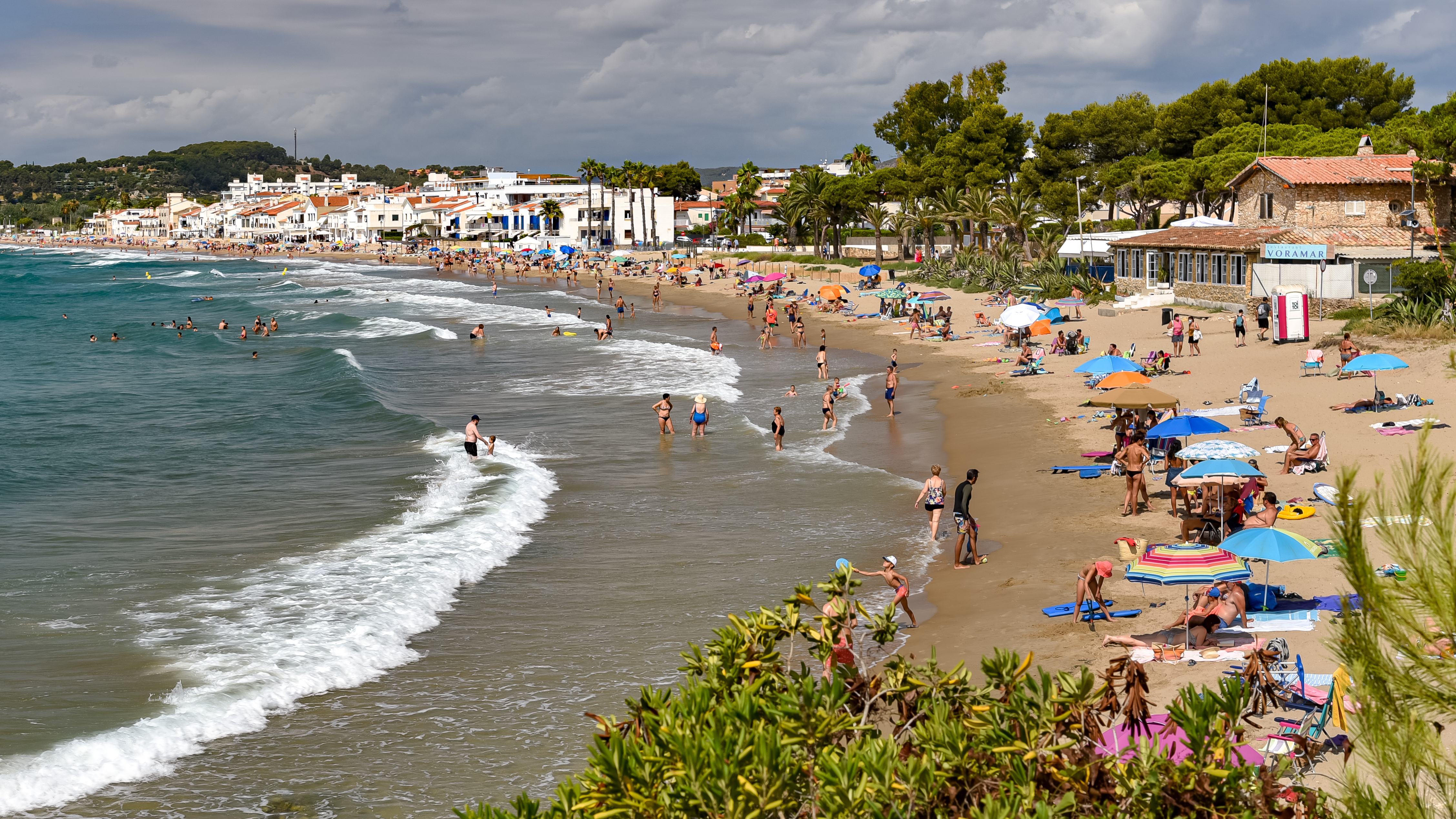
Playa de Altafulla

La principal actividad económica de la población es el turismo. Cuenta con diversas plazas hoteleras y de acampada, así como una proporción importante de residencia estacional. Fuera del centro urbano sólo existe un núcleo residencial (Brisas del Mar). La agricultura está prácticamente desaparecida.

## Patrimonio
La iglesia parroquial está dedicada a San Martín. Se construyó entre 1701 y 1705 en estilo neoclásico. Tiene planta de cruz latina y consta de tres naves con crucero. En la fachada se encuentra una imagen de san Martín de Tours. Cuenta con un campanario inacabado de planta cuadrada. Aunque sufrió graves desperfectos durante la Guerra Civil conserva todavía un retablo barroco de 1745.
El castillo de Montserrat se encuentra en muy buen estado de conservación ya que fue reconstruido a partir de unos planos del siglo XV. Es un edificio en forma de polígono irregular con aspecto de fortaleza gracias a las troneras y a las garitas que lo rodean. Aunque el interior se ha modificado en diversas ocasiones, aún conserva un patio original y una galería renacentista.
En el punto más alto de la población se encuentra la ermita de San Antonio, Se construyó en 1717 gracias a las donaciones que realizó un pescador del pueblo. Como no se disponía de suficientes fondos para completar la obra, los pescadores de la villa se comprometieron a donar la séptima parte de sus capturas mientras la ermita no estuviera terminada.
En la zona conocida como Els Munts se encuentran los restos de una villa romana. Las excavaciones de la zona se iniciaron en 1967 y se han encontrado numerosas piezas que se conservan en el Museo Arqueológico de Tarragona. Entre las piezas rescatadas se encuentran dos capiteles del siglo IV y algunas estatuas de mármol.

## Cultura

### Fiestas
Altafulla celebra su fiesta mayor en el mes de noviembre, coincidiendo con la festividad de San Martín. Es tradicional como en toda Cataluña la celebración con castells, correfocs y diablos.
Otra fiesta que, con el paso de los años, se ha ido haciendo más popular, es la Feria de Artesanía que se celebra el tercer fin de semana en agosto, la cual dura cuatro días. En esta feria, además de artesanía, se pueden encontrar puestos de alimentación tradicional y actividades para los niños.